# IONA (Unternehmen)
IONA Technologies war ein irisches IT-Unternehmen mit Sitz in Dublin. Es wurde 1991 von Chris Horn, Annrai O’Toole, Colin Newman und Seán Baker im Campus des Trinity College gegründet.
IONA unterhält drei Hauptniederlassungen in Dublin, Boston und Tokio. Das Unternehmen hat sich auf verteilte SOA-Infrastrukturen spezialisiert. Produkte von IONA verbinden Systeme und Anwendungen, indem sie ein Netzwerk von Webservices erstellt, das keinen zentralen Server benötigt. Produkte von IONA sind besonders in der Telekommunikation und im Finanzbereich weit verbreitet im Einsatz.
Im Juni 2008 gab Progress Software die Übernahme von IONA bekannt, die im September 2008 abgeschlossen wurde.